# Любов моя — біль моя
Любов моя - біль моя (узб. Yondiradi, Kuydiradi) — узбецький комедійно-мелодраматичний фільм режисера Бахрома Якубова, продюсував аваз Тоджіхоновим і Русланом Мірзаєва в 2011 році. У фільмі знімалися Улугбек Кадиров, Саїда Раметова і Лола Юлдошева - найяскравіші зразки узбецького кінематографа. Луїза Расулова зіграла в цьому фільмі роль другого плану. Саме після цього фільму і фільмів «O Марьям, Марьям» актриса стала відома світу кіно.

## Сюжет
Узбецька комедія, сюжет якої крутиться навколо наших двох головних героїв. Прекрасної Лоли, котора закінчила закордонного університету та повернулася на батьківщину і про Азамата, типового узбецького хлопця, життя якого, більший час проходить на вулицях Ташкента.

## Актори
- Улугбек Кадиров: Азамат
- Лола Юлдошева: Лола
- Саїда Раметова: Саодат
- Луїза_Расулова: ?
- Ельор Носіров: Джамшид
- Оловіддін Зубайдуллаєв: